# Энен-Кио
Королевство Энен-Кио (англ. Kingdom of EnenKio) — виртуальное государство в Маршалловых островах. Управляется Робертом Муром.

## Этимология
Королевство Энен-Кио берёт название от северного атолла Маршалловых островов "Ānen Kio", с маршалльского языка название переводится как «остров оранжевых цветов».

## Статус
Энен-Кио требует территорию атолла Уэйк на Маршалловых островах, и считается провозглашённым в целях жульничества с паспортами и дипломатическими бумагами.